# Santuário de Nossa Senhora da Ortiga
O Santuário de Nossa Senhora da Ortiga é um santuário mariano localizado no lugar da Ortiga, na freguesia de Fátima, município de Ourém, em Portugal.

## História

Nossa Senhora da Ortiga

De acordo com a tradição, Nossa Senhora apareceu por volta do ano de 1758 – no lugar onde atualmente se ergue o santuário mariano – a uma pastorinha que andava a guardar o seu rebanho e a quem pediu uma ovelhinha. A menina, que era muda de nascença, sentiu a sua língua soltar-se e respondeu à Senhora que não Lhe daria a ovelha sem a permissão do seu pai que morava no Casal de Santa Maria. Então, a menina foi a correr para contar ao pai o pedido da Senhora, o qual se encheu de espanto e de alegria por ver a filha conseguir falar e logo lhe ordenou que fizesse tudo o que a Senhora pedisse. A pastorinha regressou ao local da aparição para falar à Mãe de Deus que, em resposta, lhe pediu que fosse construída uma capela naquele lugar e prometeu que ali haveria de conceder muitas graças. Tendo ido o pai da menina ao local por ela indicado, encontrou uma imagem da Virgem Maria sobre uma pedra entre urtigas (ou ortigas) e que levou consigo para o Casal de Santa Maria, mas a imagem desapareceu dali para ser vista novamente no local original entre as urtigas.
Foi construída uma pequena capela no local da aparição de Nossa Senhora, a qual depois foi ampliada dando lugar a um santuário.
Em 1801, o Papa Pio VII concedeu uma indulgência plenária (por ocasião do encerramento do atribulado Ano Jubilar de 1800) a todos os peregrinos que visitassem o referido santuário mariano no primeiro Domingo de Julho e nos dois dias seguintes, sendo que os fiéis deveriam observar as condições prescritas: confessar-se previamente, receber a Sagrada Comunhão (em estado de graça) e rezar pelo Sumo Pontífice. Essa indulgência pode lucrar-se todos os anos.
A festa em honra de Nossa Senhora da Ortiga realiza-se, anualmente, no primeiro Domingo de Julho. Nesta data, e nos dois dias seguintes, a população da freguesia de Fátima, para além de cumprir algumas promessas e assistir às cerimónias religiosas, partilha uma refeição comunitária.

## Galeria fotográfica

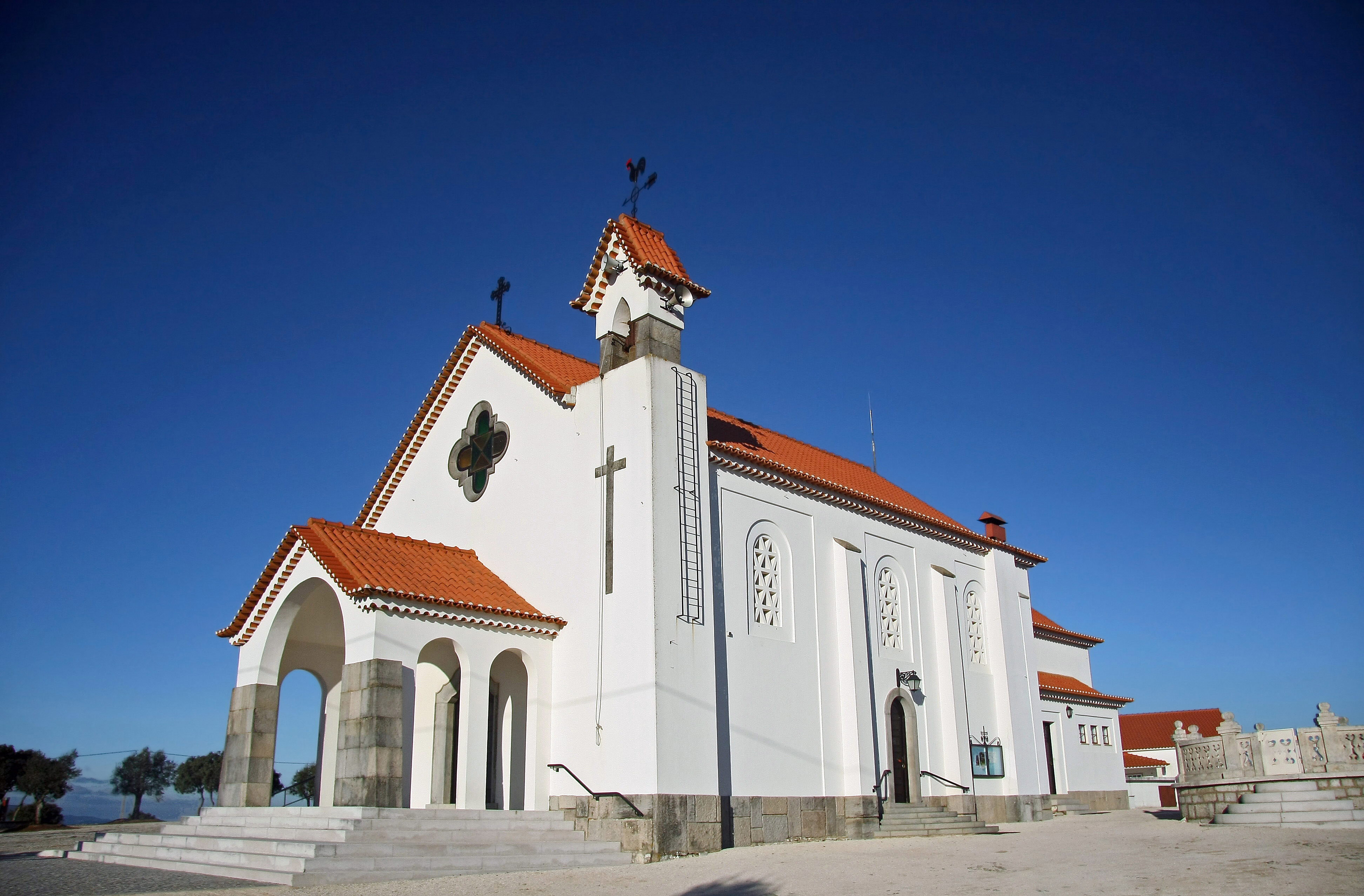
Vista lateral do Santuário de Nossa Senhora da Ortiga
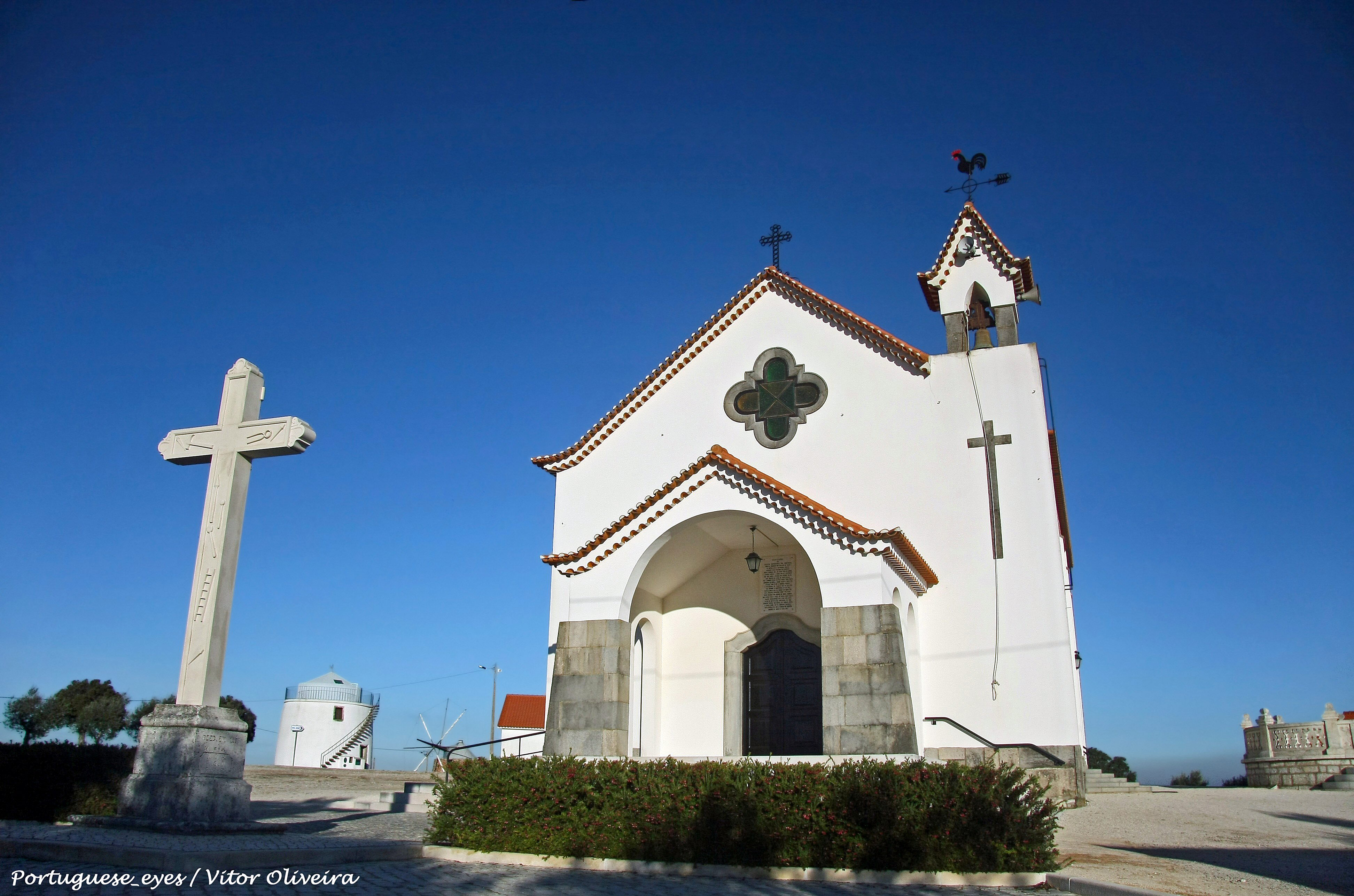
Fachada do Santuário de Nossa Senhora da Ortiga
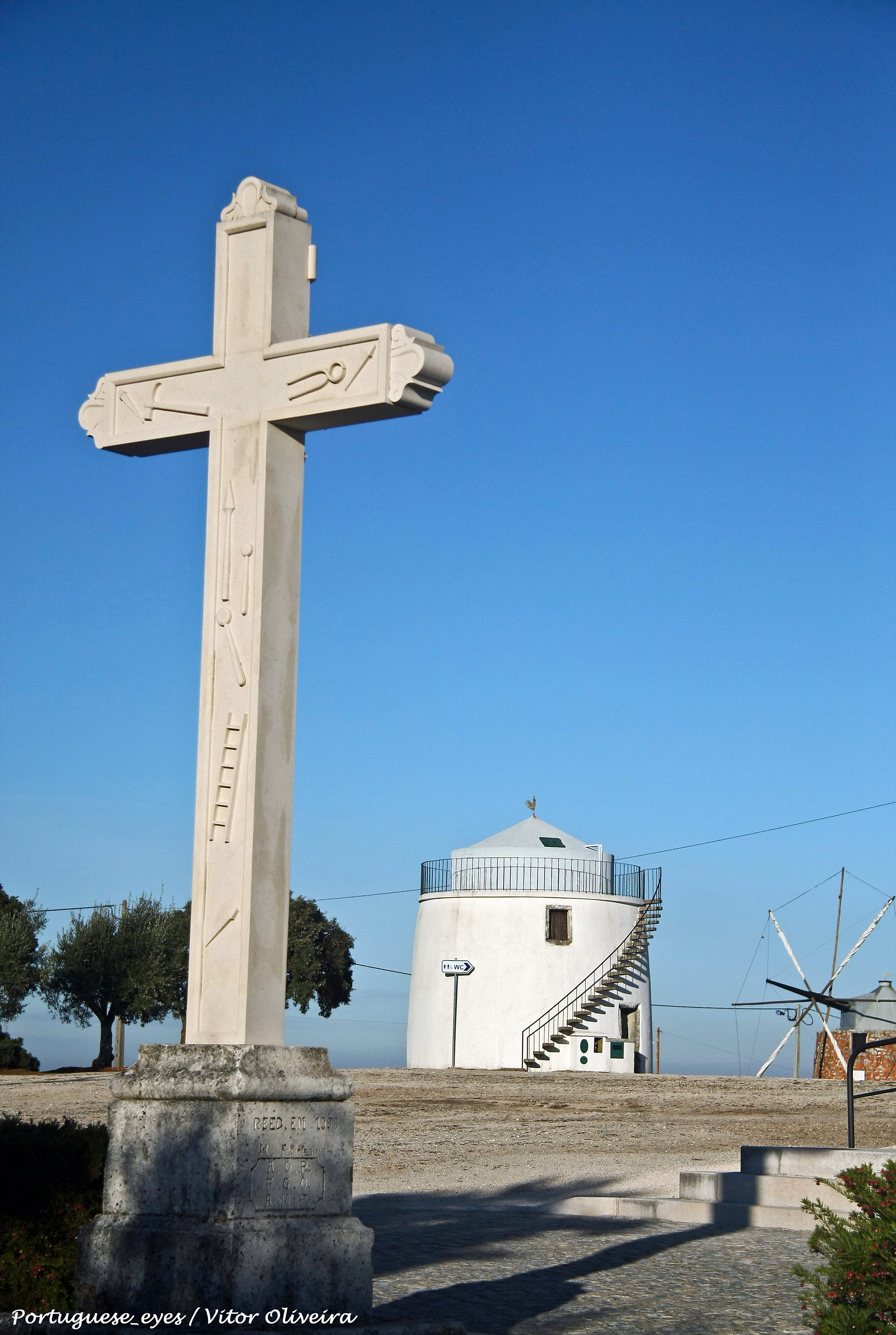
Cruzeiro da Ortiga
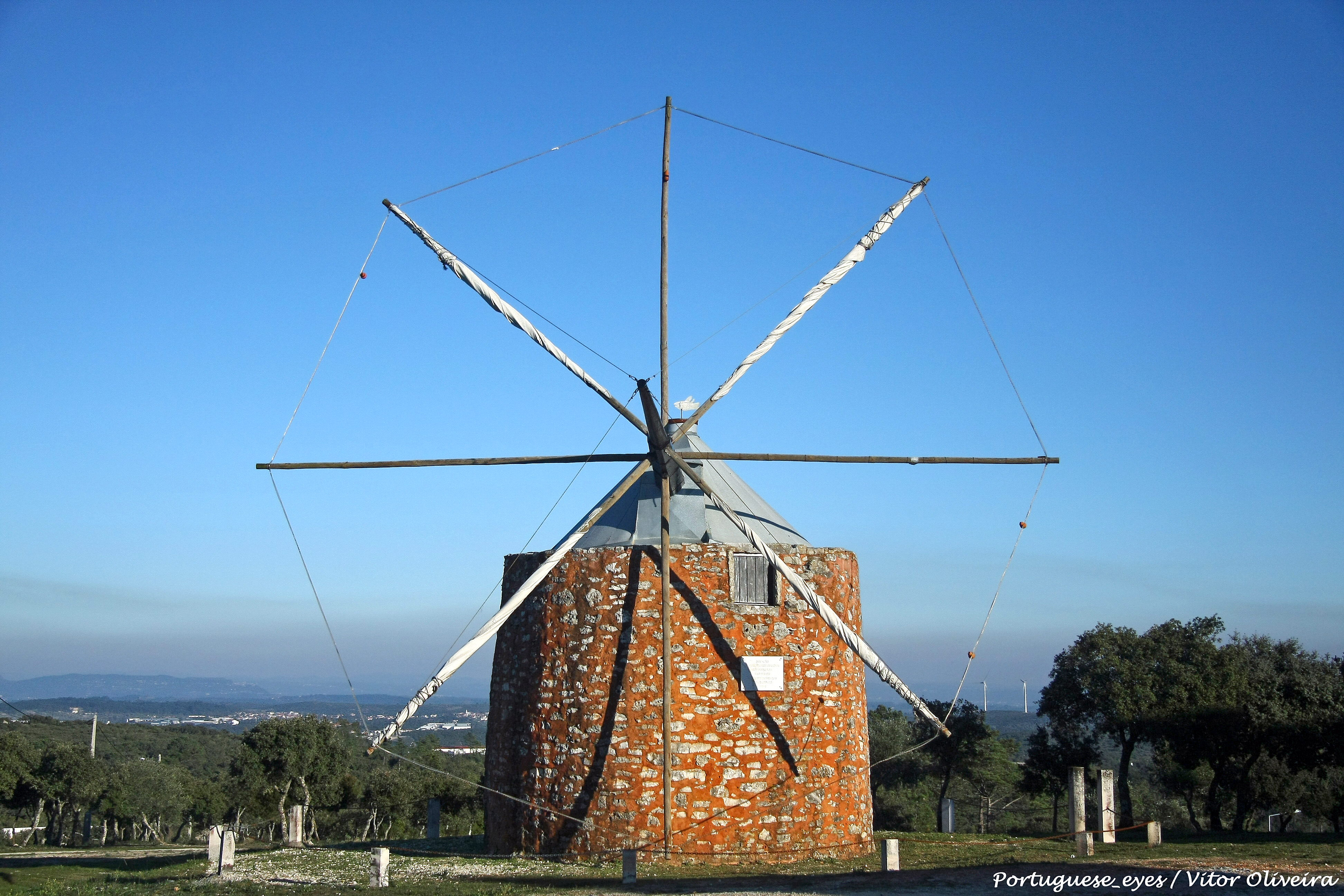
Moinho de vento do Santuário de Nossa Senhora da Ortiga